# Фредерік Содді
Фредері́к Со́дді (англ. Frederick Soddy; 2 вересня 1877 — 22 вересня 1956) — англійський вчений-радіохімік. Член Лондонського королівського товариства (з 1910), лауреат Нобелівської премії з хімії (1921).

## Життєпис
1896 закінчив Оксфордський університет.
1900—1902 працював під керівництвом Резерфорда у Монреальському університеті, 1903—1904 — під керівництвом В. Рамзая в Лондонському університеті.
1904—1914 викладав в університеті Глазго, 1914—1919 — в Абердинському.
1919—1936 був професором неорганічної та фізичної хімії в Оксфордському університеті.
1903 спільно з Резерфордом запропонував теорію радіоактивного розпаду.
1921 Содді присуджено Нобелівську премію «за внесок в хімію радіоактивних речовин та за проведене дослідження походження та природи ізотопів».
Після смерті дружини (1936) Содді у віці 59 років пішов у відставку з посади професора Оксфордського університету і переїхав до Брайтона, де й помер.

## Вшанування пам'яті
На честь Содді названо мінерал соддіт (силікат урану).
У 1976 році Міжнародний астрономічний союз назвав ім'ям Фредеріка Содді кратер на зворотному боці Місяця.